# Ajamil de Cameros
Cet article possède des paronymes, voir Adjami, Adjani et Ajami.
Ajamil est une commune de la communauté autonome de La Rioja, en Espagne.

## Histoire
En 1366, lorsque Henri II de Castille de la Maison de Trastamare fut couronné roi à Calahorra, le chevalier navarrais Juan Ramírez de Arellano reçut de lui la seigneurie de Cameros en récompense de ses services rendus. Ajamil a été inclus parmi les villes et les lieux de cette seigneurie et passé aux comtes d'Aguilar, seigneurs de Cameros, jusqu'à l'abolition des seigneuries avec la constitution espagnole de 1812.

## Démographie
| 1900 | 1910 | 1920 | 1930 | 1940 | 1950 | 1960 | 1970 | 1981 |
| ---- | ---- | ---- | ---- | ---- | ---- | ---- | ---- | ---- |
| 207  | 220  | 167  | 144  | 155  | 151  | 133  | 72   | 73   |

| 1991 | 2001 | 2011 | - | - | - | - | - | - |
| ---- | ---- | ---- | - | - | - | - | - | - |
| 75   | 75   | 81   | - | - | - | - | - | - |

## Administration

### Conseil municipal
La ville de Ajamil de Cameros comptait 66 habitants aux élections municipales du 26 mai 2019. Son conseil municipal (en espagnol : Pleno del Ayuntamiento) se compose donc de 3 élus.
| Parti | Parti                 | Voix | %       | Élus  |
| ----- | --------------------- | ---- | ------- | ----- |
|       | Parti populaire (PP)  | 56   | 68,75 % | 3 / 3 |
|       | Partido Riojano (PR+) | 20   | 31,25 % | 0 / 3 |

### Liste des maires
| Mandat    | Maire | Maire                        | Parti       |
| --------- | ----- | ---------------------------- | ----------- |
| 1979-1983 |       | Isidro Oliván Díaz           | UCD         |
| 1983-1987 |       | Vicente Ruiz Moreno          | Indépendant |
| 1987-1991 |       | Vicente Ruiz Moreno          | AP          |
| 1991-1995 |       | Constantino San Miguel Ochoa | PR          |
| 1995-1999 |       | Constantino San Miguel Ochoa | PR          |
| 1999-2003 |       | Constantino San Miguel Ochoa | PR          |
| 2003-2007 |       | Emilio Terroba Moreno        | PP          |
| 2007-2011 |       | Emilio Terroba Moreno        | PP          |
| 2011-2015 |       | Emilio Terroba Moreno        | PP          |
| 2015-2019 |       | Eduardo García Galilea       | PR+         |
| 2019-2023 |       | Emilio Terroba Moreno        | PP          |

## Économie
L’économie de la commune est essentiellement tournée vers l'agriculture (bourrache, bette, pomme de terre, poivron, et fourrages) et l’élevage (cheptels composés de bovins et d’équidés).
La superficie des terres forestières dépasse 5 800 hectares.
Le territoire de la commune recèle du gibier en abondance, surtout du sanglier.

## Lieux et monuments

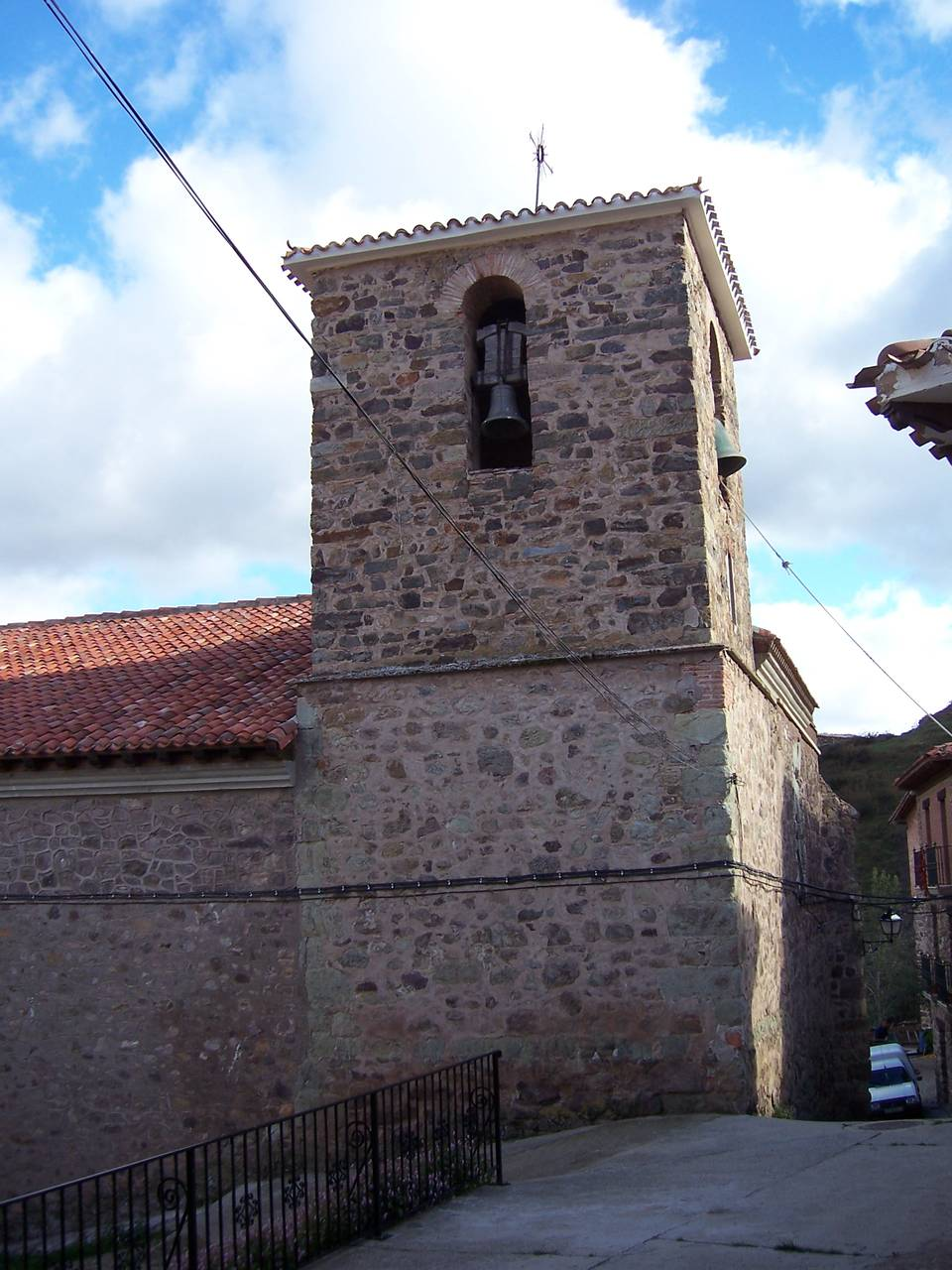
Église paroissiale de l’Assomption

- L’église paroissiale de l’Assomption (Iglesia parroquial de la Asunción) a été érigée au début du XVIe siècle, bien qu’elle ait subi des transformations tout au long du XVIIe siècle. Il possède un retable qui a été restauré il y a quelques années.
- La fontaine de la place de l’église (Fuente, de la Plaza de la Iglesia), peut-être médiévale, avec une arche de demi-canon protégée sous un arc en plein cintre et l’image de l’Immaculée, de la fin du XVIIIe siècle.
- L’ermitage de Saint-Martin (Ermita de San Martín) est une chapelle carrée de style baroque du XVIIe siècle.
- L’ermitage de Saint-Michel (Ermita de San Miguel), aujourd’hui presque disparu, est une chapelle baroque du XVIIe siècle.
- Aqueduc sur la rivière Vargas (Acueducto sobre el Río Vargas), construit dans la seconde moitié du XVIe siècle, il se compose de deux arcs en plein cintre, avec des armoiries sur la partie centrale.
- Lavoir à laine (Lavandería de lana), sur les rives de la rivière Vargas, actuellement en ruines.